# Edwards Air Force Base

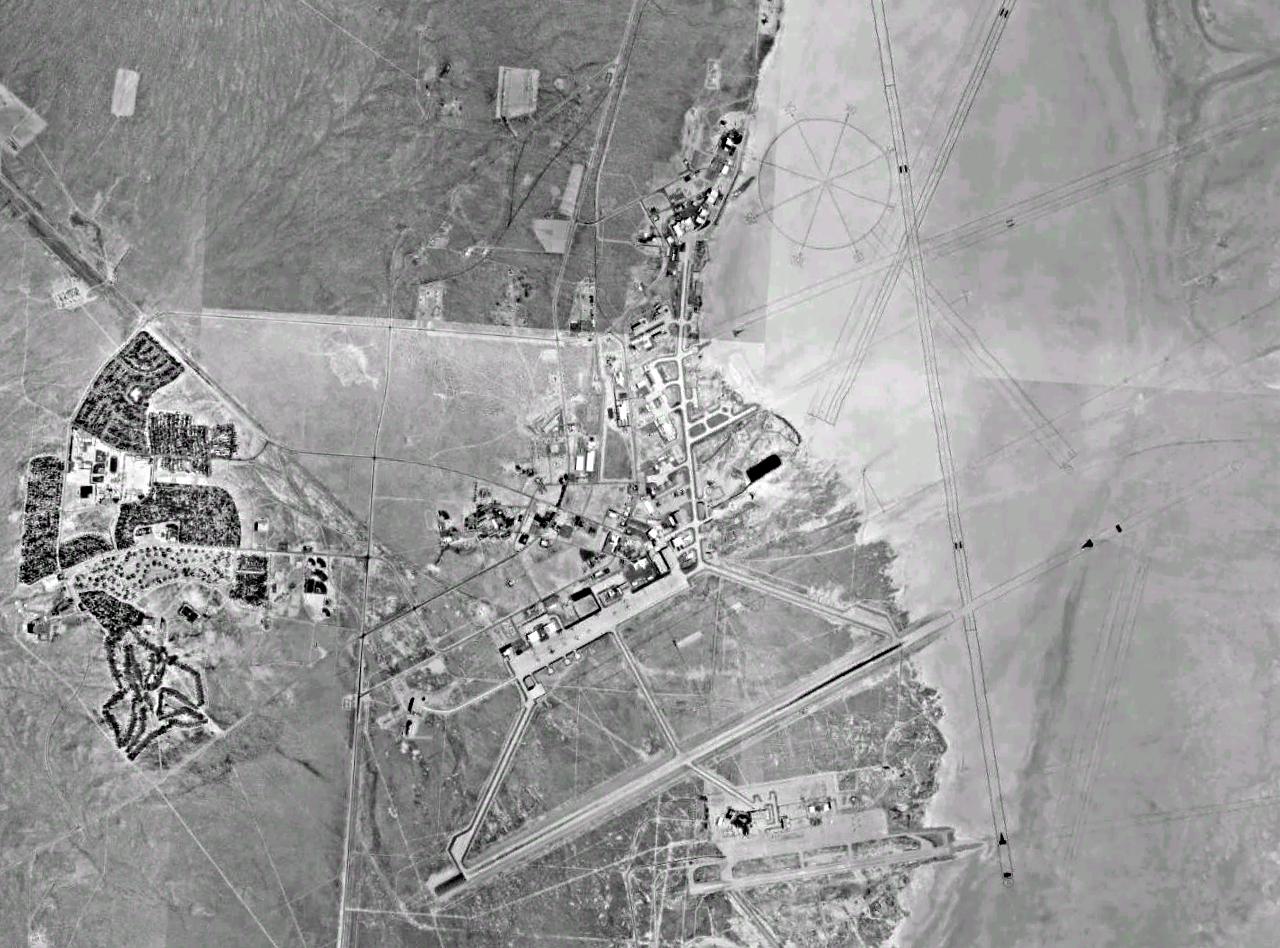
Flygfoto av Edwards Air Force Base.

Edwards Air Force Base (också kallad Edwards AFB) är en militärflygplats tillhörande USA:s flygvapen i San Bernardino County, Kalifornien.
På basens område finns även NASAs flygforskningsenhet Dryden Flight Research Center. Basen kallades ursprungligen Muroc Army Air Field med döptes om 1950 för att hedra testpiloten Glen Edwards, som omkom i en provflygning av en Northrop YB-49. 
Basen är geografiskt placerad i Antelope Valley,  där den omgivande saltöknens hårda yta utgör en naturlig förlängning av landningsbanorna.
Bland de mest berömda farkosterna att landa på Edwards AFB kan nämnas Bell X-1 med Chuck Yeager som pilot, vilken var den första flygfarkost att bryta ljudvallen. Vidare skedde där de första flygningarna av X-15, Scaled Composites Voyager, och åtskilliga landningar av NASAs rymdfärjor.
Edwards AFB har även angivits som källan för Murphys lag.